# عبس (الشرية)

تعديل مصدري - تعديل

عبس هي إحدى قرى عزلة آل غنيم بمديرية الشرية التابعة لمحافظة البيضاء، بلغ تعداد سكانها 1278 نسمة حسب تعداد اليمن لعام 2004.